# Billy Simpson
William „Billy” Simpson (ur. 12 grudnia 1929 w Belfaście, zm. 27 stycznia 2017 w Glasgow) – północnoirlandzki piłkarz występujący na pozycji napastnika.

## Kariera klubowa
Simpson karierę rozpoczynał w 1946 roku w zespole Linfield. Przez cztery lata gry dla tego klubu, zdobył z nim dwa mistrzostwa Irlandii Północnej (1949, 1950) oraz dwa Puchary Irlandii Północnej (1948, 1950). W 1950 roku przeszedł do szkockiego Rangers. Z zespołem tym trzykrotnie wywalczył mistrzostwo Szkocji (1953, 1956, 1957), a także raz zwyciężył z nim w rozgrywkach Pucharu Szkocji (1953). W 1959 roku odszedł do Stirling Albion. Grał też w drużynach Partick Thistle oraz Oxford United. W 1961 roku zakończył karierę.

## Kariera reprezentacyjna
W reprezentacji Irlandii Północnej Simpson zadebiutował 7 marca 1951 w wygranym 2:1 pojedynku British Home Championship z Walią, w którym strzelił także gola. W 1958 roku został powołany do kadry na mistrzostwa świata. Nie zagrał jednak na nich w żadnym meczu, a Irlandia Północna odpadła z turnieju w ćwierćfinale.
W latach 1951–1958 w drużynie narodowej Simpson rozegrał 11 spotkań i zdobył 5 bramek.